# Discografia di Marie Key
La discografia di Marie Key, una cantante pop danese, consiste in cinque album (due dei quali pubblicati con la Marie Key Band) e undici singoli (uno dei quali con la Marie Key Band). Le etichette discografiche che si occupano di distribuire la musica di Marie Key sono Genlyd Grammofon e Sony Music Denmark.

## Album
| Anno | Titolo | Classifiche | Certificazioni                       |
| Anno | Titolo | Danimarca   | Certificazioni                       |
| ---- | --- | ----------- | ------------------------------------ |
| 2006 | Udtales ['kæj] (con la Marie Key Band) - Pubblicato il 2 febbraio 2006 - Etichette: Genlyd Grammofon, Sony Music Denmark | 20          |                                      |
| 2008 | Hver sin vej (con la Marie Key Band) - Pubblicato il 8 settembre 2008 - Etichette: Genlyd Grammofon, Sony Music Denmark  | 20          |                                      |
| 2011 | I byen igen - Pubblicato il 26 agosto 2011 - Etichette: Genlyd Grammofon, Sony Music Denmark                             | 23          | - DEN: Platino (Vendite: 20.000+)    |
| 2012 | De her dage - Pubblicato il 29 ottobre 2012 - Etichette: Sony Music Denmark                                              | 1           | - DEN: 4x Platino (Vendite: 80.000+) |
| 2015 | Tænker du vi danser - Pubblicato il 2 febbraio 2015 - Etichette: Genlyd Grammofon, Sony Music Denmark                    | 1           | - DEN: Platino (Vendite: 20.000+)    |
| 2018 | Giganter - Pubblicato il 23 marzo 2018 - Etichette: Genlyd Grammofon, Sony Music Denmark                                 | 9           |                                      |

## Singoli
| Anno | Titolo                                                   | Classifiche | Album               |
| Anno | Titolo                                                   | Danimarca   | Album               |
| ---- | -------------------------------------------------------- | ----------- | ------------------- |
| 2008 | Går hun ikke meget for sig selv? (con la Marie Key Band) | —           | Hver sin vej        |
| 2010 | Stå op                                                   | —           | I byen igen         |
| 2011 | Mere snak - mindre musik                                 | —           | I byen igen         |
| 2011 | Se nu herhen                                             | 16          | I byen igen         |
| 2012 | Uopnåelig                                                | 4           | De her dage         |
| 2012 | Langt ude                                                | 36          | solo singolo        |
| 2013 | Uden forsvar                                             | 3           | De her dage         |
| 2013 | Gå med dig (con i Nephew)                                | 1           | Hjertestarter       |
| 2013 | Landet                                                   | 23          | De her dage         |
| 2014 | Fatter det nu                                            | 19          | Tænker du vi danser |
| 2015 | Hjerte der banker                                        | —           | Tænker du vi danser |